# Seychelles Football Federation
Die Seychelles Football Federation ist der Fußballverband der Inselrepublik der Seychellen. Ihr untersteht der nationale Meisterschaftsbetrieb (Seychelles League als höchste Klasse) und die Nationalmannschaft. Der Verband wurde 1979 gegründet und ist seit 1986 Mitglied der FIFA und der CAF.

## Fußball auf den Seychellen
Fußball wurde aus Europa in den 1930er-Jahren auf die Seychellen gebracht. Obwohl es keinen organisierten Spielbetrieb gab, wurde Fußball bald ein beliebter Sport. Die ersten „internationalen“ Spiele wurden auf dem Gordon Square (heute Freedom Square) in Victoria, der Hauptstadt der Seychellen, zwischen lokalen Teams und Schiffsbesatzungen gespielt. 1936 wurde zum ersten Mal ein Cup-Wettbewerb ausgespielt, der dem Fußball einen ungeahnten Auftrieb gab. Eine Meisterschaft wurde organisiert und bis 1955 nahmen 9 Mannschaften teil. Mit der Ankunft des Engländers Adrian Fisher nahm der Fußball einen neuen Anlauf. Mit ihm als Trainer wurde eine Nationalmannschaft gebildet, die an einem Turnier in Kenia teilnahm. Im selben Jahr wurde der Fußballverband offiziell gegründet, der 1986 der FIFA und der CAF (Confederation of African Football / Confédération Africaine de Football) beitrat. Es gab aber schon einen Vorläufer (Seychelles Football Association), der seit 1941 die nationale Meisterschaft betrieb. Die Meisterschaft wird in drei Divisionen und einer Centralleague zu je 10 Mannschaften ausgespielt.
Der ehemalige Präsident des Verbandes, Suketu Patel, hat wichtige Posten sowohl bei der FIFA als auch der CAF inne, so Mitglied des FIFA Komitees für die U 17 WM, bei der CAF ist er Vorsitzender des Finanzkomitees und Vizevorsitzender des Komitees für Frauenfußball.

## Nationalmannschaft
Die Nationalmannschaft nahm 1986 zum ersten Mal an der Qualifikation für den Afrikacup teil, konnte sich aber bislang nicht qualifizieren. Auch bei den Qualifikationen für die WM-Turniere 2002, 2006 und 2010 scheiterten die Seychellen. In der FIFA-Rangliste belegt die Nationalmannschaft der Seychellen den 185. Rang. Für Schlagzeilen sorgte das Nationalteam im Dezember 2010, als aufgedeckt wurde, dass es sich bei dem im September 2010 verpflichteten Nationaltrainer nicht wie angenommen um den früheren Profifußballer Andy Morrison, sondern um dessen Namensvetter „Andy“ Amers-Morrison, handelte.

## Frauenfußball
Frauenfußball wird auf den Seychellen seit 1966 gespielt als ein Frauenteam gegen ein Alte-Herren-Team antrat. Der Frauenfußball ist gut organisiert, denn es gibt eine Liga (5 Teams) und verschiedene Turniere. Auch bezahlt der Verband eine eigene Trainerin, die den Frauenfußball fördern soll.

## Meister der Seychellen seit 1979
- 1979: FC St. Louis
- 1980: FC St. Louis
- 1981: FC St. Louis
- 1982: FC Mont Fleuri
- 1983: FC St. Louis
- 1984: FC Mont Fleuri
- 1985: FC St. Louis
- 1986: FC St. Louis
- 1987: FC St. Louis
- 1988: FC St. Louis
- 1989: FC St. Louis
- 1990: FC St. Louis
- 1991: FC St. Louis
- 1992: FC St. Louis
- 1993: keine Meisterschaft ausgetragen
- 1994: FC St. Louis
- 1995: SC Sunshine
- 1996: FC St. Michael United
- 1997: FC St. Michael United
- 1998: FC Red Star
- 1999: FC St. Michael United
- 2000: FC St. Michael United
- 2001: FC Red Star
- 2002: FC La Passe und FC St. Michael United
- 2003: FC St. Michael United
- 2004: FC La Passe
- 2005: FC La Passe
- 2006: FC Anse Réunion
- 2007: FC St. Michael United
- 2008: FC St. Michael United
- 2009: FC La Passe
- 2010: FC St. Michael United
- 2011: FC St. Michael United
- 2012: FC St. Michael United
- 2013: Côte d’Or FC
- 2014: FC St. Michael United
- 2015: FC St. Michael United
- 2016: Côte d’Or FC
- 2017: St. Louis FC
- 2018: Cote d‘Or FC
- 2019/20: Foresters FC
- 2020/21: abgebrochen
- 2021/22: FC La Passe
- 2022/23: Foresters FC
- 2023/24: St. Louis FC
- 2024/25: Côte d’Or FC